# Autoroute M1 (Biélorussie)
Pour les articles homonymes, voir M1.

L'autoroute M1 (en biélorusse : Магістраль М1) est l'autoroute la plus importante de la Biélorussie, permettant de relier Moscou à l'ouest de l'Europe. S'étirant sur 611 kilomètres d'est en ouest, cette autoroute part de la frontière russe. Elle passe ensuite à travers Orcha, Baryssaw, Minsk et Baranavitchy. Elle aboutit à Brest, à la frontière polonaise. 
L'autoroute suit le tracé de l'axe de transit principal. En effet, son tracé est parallèle à la ligne de chemin de fer Varsovie-Minsk-Moscou. Elle fait partie de la route européenne 30.

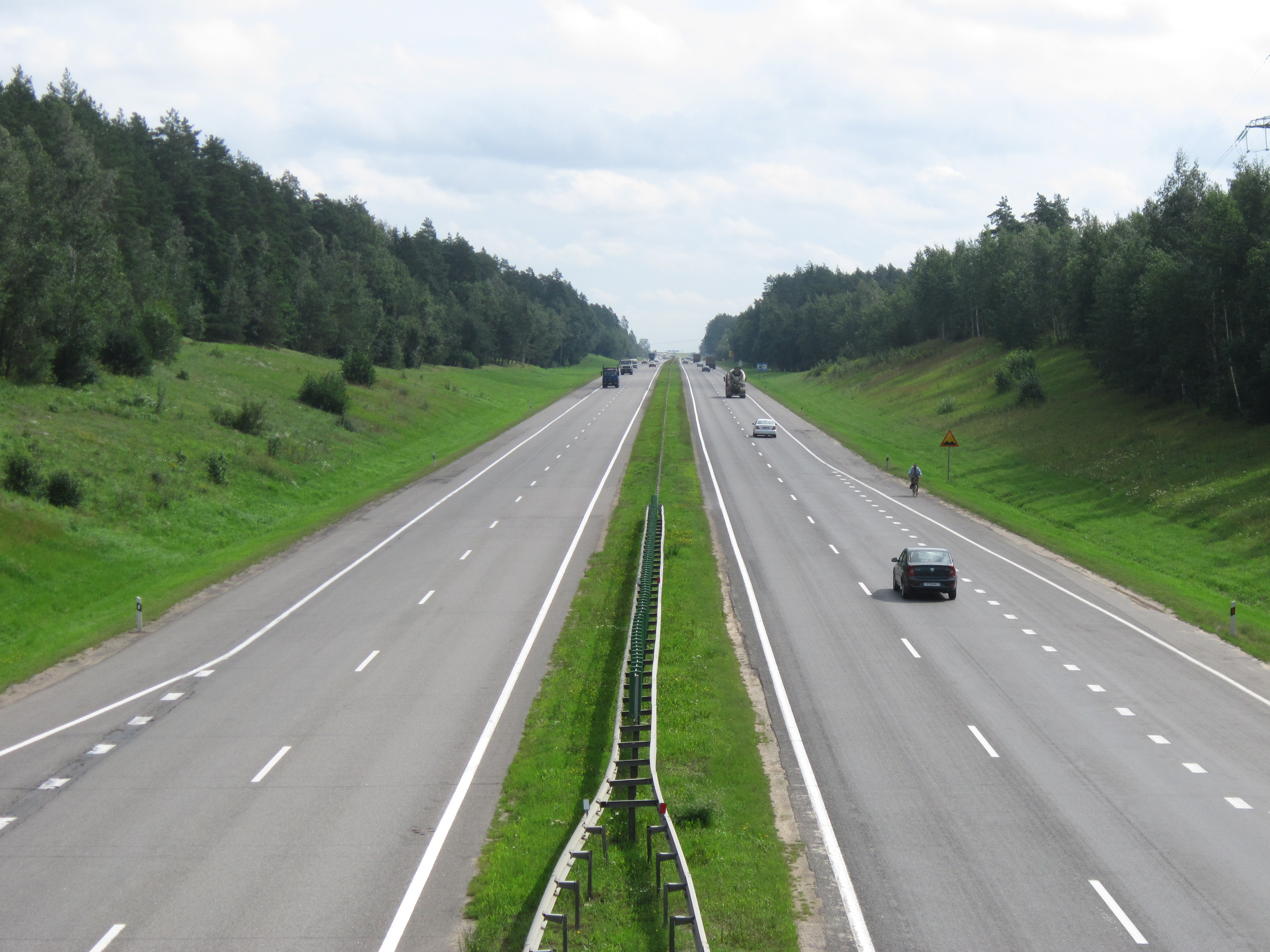
L'autoroute au sud de Minsk.

## Parcours
- km 0 : Kazlovitchy
- km 2 : croisement sans nom
- km 4 : Brest, Klieïniki, Vowtchyn
- km 5 : sortie non indiquée (sens Pologne-Russie)
- km 5 : Brest (sens Pologne-Russie) / sortie non indiquée (sens Russie-Pologne)
- km 7 : Brest Zone économique libre, SARL Brestvnechtrans
- km 7 : sortie non indiquée (sens Russie-Pologne)
- km 9 : Brest, Vysokae
- km 9 : Brest, Minsk, Kamianiets, Vysokaie, Kazlovitchy
- km 10 : accessible dans les deux sens
- km 11 : croisement non indiqué
- km 12 : Machtchonka
- km 13 : Brest, Tcherni
- km 15 : croisement non indiqué + aire de repos
- km 16 : croisement non indiqué
- km 17 : Vialikia Kositchy
- km 19 : croisement non indiqué
- km 19-20 : Telmy-1
- km 19 : Malya Kositchy
- km 21 : Brest, Varshawski Most
- km 22 : sortie non indiquée (sens Russie-Pologne)
- km 22 : Telmy-2, Chebryn
- km 24 : accessible dans les deux sens
- km 25 : Brest Aéroport
- km 25 : Khaby
- km 26 : Bulkova
- km 27 : croisement non indiqué
- km 29 : Bulkova
- km 29 : croisement non indiqué
- km 31 : Rakitnitsa
- km 32 : Piatrovitchy
- km 33 : sortie non indiquée (sens Russie-Pologne)
- km 33 : accessible dans les deux sens
- km 34-36 : Fiedzkavitchy
- km 34 : accessible dans le sens Russie-Pologne
- km 35 : accessible dans les deux sens
- km 36 : Jabinka, Kamianiets
- km 38 : Iojyki, Rahozna
- km 39-40 : Lieninski
- km 42 : Tchyjewchyna, Usine de tourbe
- km 43 : Centre de santé Arlionak, Sanatorium Bouh, Sanatorium Nadzieia
- km 43 : accessible dans les deux sens
- km 44 : Khadasy
- km 45-46 : Piarki
- km 47 : Centre de remise en forme Saliout (sens Russie-Pologne)
- km 48-49 : Pieski
- km 48 : Centre de remise en forme Kolas, Centre de remise en forme Sokal + aire de service
- km 51-52 : Pieski-1
- km 51 : Centre de remise en forme Tchaïka (sens Russie-Pologne)
- km 52-53 : Kobryn
- km 54 : Patryki (sens Pologne-Russie) / Zabujki (sens Russie-Pologne)
- km 56 entre la M1 et la M12 : Kobryn, Makrany, Malaryta, Loutsk
- km 57 : Bahatch
- km 59 : accessible dans les deux sens
- km 59 : Kobryn, Dzivin
- km 60 : Barysava
- km 61 : Kisialiowtsy (sens Pologne-Russie) / Mahdalin (sens Russie-Pologne)
- km 63 : Bryliova
- km 56 entre la M1 et la M10 : Kobryn, Pinsk, Homiel
- km 65 : Bukhovitchy
- : Début de voie express au km 66
- Aire de service au km 67 (dans les deux sens)
- Aire de repos au km 76 (dans les deux sens)
- km 81 : Proujany, Koustovitchy
- Aire de repos au km 86 (sens  Pologne-Russie)
- Aire de repos au km 89 (sens  Russie-Pologne)
- km 90 : Navasiolki (sens Pologne-Russie)
- km 92 : Tempa (sens Pologne-Russie)
- km 96 : Mikhalki, Horsk
- km 107-108 : Biaroza, Antopal
- km 114 : Biaroza, Drahitchyn
- Aire de repos au km 115 (dans les deux sens)
- Aire de repos au km 120 (dans les deux sens)
- km 123 : Sakalova, Smaliarka
- Aire de service au km 123 (dans les deux sens)